# Moulin de Parin
Le moulin de Parin (en serbe cyrillique : Парни млин ; en serbe latin : Parni mlin) est situé à Belgrade, la capitale de la Serbie, dans la municipalité urbaine de Savski venac. Construit en 1902, il est inscrit sur la liste des biens culturels de la ville de Belgrade.

## Présentation
La première association d'actionnaires pour les procédés alimentaires du royaume de Serbie a été fondée en 1901.
Dans ce cadre, le moulin de Parin, situé 15 bulevar vojvode Mišića, a été construit en 1902, devenant, à l'époque, le premier moulin de Serbie détenu par une association d'actionnaires. Il fut équipé des machines les plus modernes ; en plus de ses machines à vapeur, il fut aussi équipé de générateurs électriques, ce qui constitua, à l'époque (1912-1913), un véritable précédent. Dans l'entre-deux-guerres, en raison de sa capacité de production, il fut l'un des plus grands et des plus importants moulins de Yougoslavie.